# Constantin Bîciu
Constantin Bîciu este un fost senator român în legislatura 2000-2004 ales în județul Teleorman pe listele partidului PRM. În cadrul activității sale parlamentare, Constantin Bîciu a fost membru în grupurile parlamentare de prietenie cu Regatul Suediei, Republica Socialistă Vietnam și Republica Slovacă. În decursul cadenței sale, Constantin Bîrciu a înregistrat 92 de luări de cuvânt. Constanti Bîrciu a fost membru în comisia economică, industrii și servicii și în comisia pentru buget, finanțe, activitate bancară și piață de capital.   